# 宗像醇
宗像 醇（むなかた あつし、1921年（大正10年）- 2012年（平成24年））は、日本の医学者。専門は皮膚科学。日本医科大学名誉教授。

## 人物・経歴
1921年（大正10年）、静岡県に生まれる。1971年（昭和46年）、日本医科大学教授。1986年（昭和61年）、日本医科大学名誉教授。1987年（昭和62年）、タイ王国王室事業海外顧問。1988年（昭和63年）、タイ国立チエンマイ大学名誉学位（国王より授与）、タイ国立チエンマイ大学名誉会員。同年、タイ国立チエンマイ大学「ムナカタ奨学金制度」創設。1989（平成元年）〜1991年（平成3年）、タイ国立チエンマイ大学医学部客員教授（小児皮膚科学）。
- タイ王国皮膚病学研究所における皮膚科医育成への協力（1984年（昭和59年）〜1994年（平成6年））

DCD（皮膚病学ディプロマコース）、DCDD（皮膚病学・皮膚外科ディプロマコース）講師として合計約10年間。

## 著書
- 『チェンマイの水 : 魅せられたタイに学んで四十年』 文芸社 2008.2
- 『茜空ここはチェンマイ : 続タイに魅せられて』 飯田橋パピルス 2005.5
- 『タイに魅せられて : 20年間のタイ国との医学交流から』 講談社 1989.12

### 編著
- 『日英タイ医学辞書』 Charn Sathapanakul 監修 メヂカルフレンド社 2001.8
- 『英日タイ医学辞書』 Charn Sathapanakul 監修 メヂカルフレンド社 1999.8